# Martinet ros de Madagascar
El martinet ros de Madagascar (Ardeola idae) és una espècie d'ocell de la família dels ardèids (Ardeidae) que habita estanys, aiguamolls i manglars de Madagascar i Aldabra. També s'han citat a diversos indrets del continent africà, però sense constatació de cria.